# Kitchen Stories - Racconti di cucina
Racconti di cucina (in norvegese Salmer fra kjøkkenet, in svedese Psalmer från köket) è un film del 2003 diretto da Bent Hamer, presentato nella Quinzaine des Réalisateurs al 56º Festival di Cannes.

## Trama
Studiosi svedesi del campo dell'efficienza e dello studio del movimento intraprendono una ricerca sugli uomini norvegesi non sposati e di mezza età, cercando di ottimizzare la progettazione e l'utilizzo delle cucine. Folke Nilsson viene assegnato a Isak Bjornsson, con l'obiettivo di studiare le abitudini di uomo solo e solitario: il protocollo della ricerca lo obbliga a sedere in un angolo della stanza, su un seggiolone simile a quello utilizzato dagli arbitri di tennis, e a non interferire con i movimenti del ricercato.
Isak è però un uomo burbero che preferisce tentare di preservare la propria solitudine intatta, e smette quindi di usare la cucina, spiando il ricercatore attraverso un foro praticato nel soffitto della stanza stessa. Ad ogni modo, i due uomini un po' alla volta si avvicinano e creano un rapporto d'amicizia molto forte anche se mai confessato, simile a quello che si comincia a creare nel secondo dopoguerra tra le loro nazioni di origine, la Norvegia e la Svezia appunto.

## Produzione
Il regista Bent Hamer prende ispirazione da alcune ricerche originali dei primi anni cinquanta sull'efficienza delle casalinghe svedesi, sviluppando poi una parallela e fittizia ricerca sugli uomini. Molti riferimenti si possono ravvisare anche nel metodo di ricerca di una delle aziende svedesi più conosciute nel campo dell'arredamento, la IKEA.

## Riconoscimenti
- Seminci 2003 - Espiga de plata
- Premio Amanda - Miglior film
- giornate cinematografiche di Lubecca - Premio per il film baltico
- Nomination all'Oscar - Miglior film in lingua straniera

## Curiosità
All'inizio del film il protagonista, in arrivo dalla Svezia verso la Norvegia, attraversa la frontiera tra le due nazioni e si ritrova in un cambio di carreggiata. In effetti le due nazioni, fino al 1967, utilizzavano due sensi di marcia diversi; solo da quell'anno la Svezia si è adeguata alla circolazione a destra, sembra anche per aiutare l'economia nazionale automobilistica: i costi di costruzione delle autovetture Saab e Volvo per i due tipi di circolazione diversi erano troppo onerosi.
Da notare anche che i confini tra le due nazioni non sono mai stati particolarmente controllati e l'introduzione di ostacoli sulla strada era fatto principalmente proprio per avvertire i guidatori del cambio di tipo di guida onde evitare incidenti stradali.